# 高鳴る
「高鳴る」（たかなる）は、藤田麻衣子の8枚目のシングル。2012年10月17日にLantisから発売された。

## 概要
前作「ねぇ」から約6ヶ月ぶりのリリースとなる2012年2作目のシングル。表題曲「高鳴る」は、テレビアニメ『緋色の欠片　第二章』のオープニングテーマに起用された。販売形態は初回限定盤と通常盤の2種リリースで、前者には表題曲のPVを収めたDVDが同梱されている。通常盤のディスクジャケットには、前作同様キャラクターデザイナー恩田尚之による鬼崎拓磨、鴉取真弘、狐邑祐一、大蛇卓、犬戒慎司のアニメイラストが描かれている。なおPVでは「せつなさ」以外の気持ちも込められている。

## チャート成績
2012年11月5日付のオリコン週間シングルチャートで25位を獲得。初動売上は0.4万枚で、前作から0.1万枚減少した。デイリーチャートでは10月19日付で最高位の15位を獲得した。
2012年11月30日付のBillboard JAPAN Hot Singles Salesで20位、Billboard JAPAN Hot Animationで5位を獲得した。また、2012年10月27日放送分のCOUNT DOWN TV内のThis Week's TOP 100では48位を獲得した。

## 収録曲
全作詞・作曲：藤田麻衣子
1. 高鳴る (4:54)
編曲：虹音
前作では「片想い」をテーマとしていたが、今作では両想いをテーマとしていることもあり、テンポを早めに設定し、ドラマチックな部分をストリングスで表現している。また、サビでは徐々にテンポが上がるため、この部分はハイテンションで歌ったという[2]。
2. ギブ･ミー･サンドバッグ (4:04)
編曲：大野宏明
表題曲とはイメージの異なるコミカルな雰囲気でストレス解消に打って付けの曲になっているが、これはプロデューサーの提案による[2]。歌詞には頑張って欲しい気持ちが込められている[3]。
3. 高鳴る（instrumental）(4:53)
4. ギブ･ミー･サンドバッグ（instrumental）(4:04)

DVD（初回限定盤のみ）
1. 高鳴る Music Clip

## タイアップ
| 曲名       | タイアップ                                                    |
| ---------- | ------------------------------------------------------------- |
| 「高鳴る」 | よみうりテレビ系アニメ『緋色の欠片 第二章』オープニングテーマ |

## カバー
高鳴る
- 星井美希（CV：長谷川明子） - 2015年6月3日発売のアルバム『THE IDOLM@STER MASTER ARTIST 3 04 星井美希』にてカバー。